# بوقشوش (سلفات)
بوقشوش هي إحدى مشيخات المملكة المغربية، تتبع جغرافيا لإقليم سيدي قاسم وإداريًا لسلفات. يقدر عدد سكانها بـ 5153 نسمة حسب الإحصاء الرسمي للسكان والسكنى لسنة 2004.